# انتقام مشروع (مسلسل)
انتقام مشروع مسلسل كويتي عراقي عرض في عام 2022

## قصة العمل
تدور القصة حول أخوين كويتيين يوسف وخالد يتحمل يوسف مسؤولية حادث سيارة ارتكبه خالد ويخرج من السجن بعد سبعة سنوات، يقع الأخوان في حب نور شابة عراقية وتدور الصراعات بينهما. صُور المسلسل ما بين الكويت والعراق.

## الممثلون
- محمود بوشهري (يوسف)
- عبدالله بوشهري (خالد)
- أحمد السلمان (سلمان)
- سلمى سالم (بثينة)
- شهد الخطاب (نور)
- فوزية حسن (الجدة)
- غرور
- ياسة
- أسامة المزيعل
- فيصل المزعل
- فاطمة البصيري (زينب)
- أريج العطار (ريم)
- أسرار دهراب
- رضا طارش
- بيداء المعتصم
- سلفانا غلام